# FK Lovćen Cetinje
El FK Lovćen Cetinje (en montenegrí: Фудбалскли клуб Ловћен Цетиње) és un club de futbol montenegrí de la ciutat de Cetinje.

## Història
El club va ser fundat el 12 d'abril de 1913 amb el nom RŠK Lovćen. Porta el nom de la muntanya Lovćen propera a la ciutat.

## Palmarès
- Copa montenegrina de futbol:[2]
  - 2014

- Segona divisió montenegrina de futbol: 
  - 2006–07

- Lliga de Montenegro (Iugoslàvia): 
  - Primavera 1925, tardor 1925, primavera 1927, tardor 1928, 1935, 1959-60, 1962–63, 1964–65, 1973–74, 1979–80, 1981–82, 1984–85, 1989–90, 1992–93

- Copa de Montenegro (Iugoslàvia): 
  - 1950, 1951, 1952, 1954, 1969–70, 1972–73, 1974–75, 1984–85, 1987–88, 2001–02